# O Médico e o Monstro (1931)
O Médico e o Monstro  (Dr. Jekyll and Mr. Hyde)  é um filme estadunidense de 1931, dirigido por Rouben Mamoulian. É uma das muitas adaptações feitas para o cinema e televisão do livro de Robert Louis Stevenson, O Médico e o Monstro, publicado em 1885.
O filme é rico no uso de técnicas narrativas e de imagem (algumas herdadas do cinema mudo). Rouben Mamoulian era, então, quase estreante, tendo apenas dirigido a película musical Applause, em 1929. No entanto, demonstrou domínio da técnica cinematográfica e usou-a com raro talento neste Dr. Jekyll and Mr. Hyde.
A trama da história está centrada no conflito emocional do protagonista. Fredric March incorpora excelentemente o personagem e supera os vícios do cinema mudo com seu talento interpretativo. Foi um dos poucos astros que passou dos filmes silenciosos para os sonoros sem perder o brilho.

## Sinopse
A clássica história baseada no romance de Robert Louis Stevenson. Dr. Jekyll, um renomado médico, estuda a possibilidade de separação do lado "bom" e do lado "mau" das pessoas. Numa de suas experiências, deixa seu lado sombrio tomar conta e acaba transformando-se em um monstro, o que lhe trará terríveis consequências.

## Elenco
- Fredric March .... Dr. Henry L. Jekyll / Mr. Hyde
- Miriam Hopkins .... Ivy Pearson
- Rose Hobart .... Muriel Carew
- Halliwell Hobbes .... Cabo do milicia (Danvers Carew)
- Holmes Herbert .... Dr. Lanyon
- Edgar Norton .... Poole James (Amigo imaginario de Hyde)

## Principais prêmios e indicações
Oscar 1932 (EUA)
- Venceu na categoria de melhor ator principal (Fredric March).
- Indicado na categoria de melhor fotografia (Karl Struss) e melhor roteiro adaptado (Percy Heath e Samuel Hoffenstein)

Festival de Veneza 1932 (Itália)
- Recebeu o prêmio da audiência de ator favorito (Fredric March) e história fantástica mais original (Rouben Mamoulian).